# Сметанников, Василий Андриянович
Василий Андриянович Сметанников (1920 — 1995) — передовик советского сельского хозяйства, комбайнёр Курганской МТС Марьяновского района Омской области, Герой Социалистического Труда (1951).

## Биография
Родился в 1920 году в деревне Дзержинка, ныне Марьяновского района Омской области в семье русского крестьянина. С ранних лет брался за крестьянский труд. В 1940 году был призван в ряды Красной Армии. Направлен служить в пограничные войска НКВД СССР, где прослужил шесть лет. Участник Великой Отечественной войны.
Демобилизовавшись, вернулся в Марьяновский район Омской области. Стал работать на комбайнах. Трудился в Курганской машинно-тракторной станции. Очень быстро стал передовиком производства. В 1950 году на комбайне Сталинец-6 намолотил за 35 рабочих дней 6796 центнеров зерновых и масличных культур, а также 256 центнеров семян трав.  
За достижение в 1950 году высоких показателей на уборке и обмолоте зерновых и масличных культур и семян трав, Указом Президиума Верховного Совета СССР от 27 апреля 1951 года Василию Андрияновичу Сметанникову было присвоено звание Героя Социалистического Труда с вручением ордена Ленина и золотой медали «Серп и Молот».
В дальнейшем продолжал трудовую деятельность, показывал высокие результаты в труде. После обучения в сельскохозяйственном техникуме и до ухода на пенсию работал бригадиром комплексной бригады колхоза "Дружба" Марьянского района Омской области. В 1970 году руководимая им бригада получила небывалый рекордный урожай по 25 центнеров зерновых с гектара посевной площади. Постоянно принимал участие в выставках достижений народного хозяйства, завоёвывал медали различного достоинства.     
Проживал в Марьяновском районе Омской области. Умер в 1995 году.

## Награды
За трудовые успехи удостоен:
- золотая звезда «Серп и Молот» (27.04.1951),
- два ордена Ленина (27.04.1951, 18.04.1952),
- Орден Отечественной войны II степени (11.03.1985),
- Медаль «За победу над Германией в Великой Отечественной войне 1941—1945 гг.»,
- другие медали.

## Память
- 1 сентября 2016 года в МБОУ «Шараповская средняя общеобразовательная школа» была открыта мемориальная доска Герою Социалистического труда Сметанникову Василию Андриановичу.